# Le Boreal
Le Boreal är ett kryssningsfartyg som ägs och drivs av det franska kryssningsrederiet Compagnie du Ponant.
Le Boreal är byggd 2010, och är systerfartyg till L'Austral och Le Soléal. 
Fartyget har 132 hytter och sviter för 264 passagerare och 136 mans besättning. Le Boreal sattes i tjänst 6 maj 2010.
Le Boreal har en stor matsal och ett steakhouse, Club lounge för underhållning, en teater för föreläsningar och filmvisning, ett kasino, ett bibliotek och en internethörna. Le Boreal har pool, spa och fitnesscenter.
Le Boreal presenterades i episod tre av den femte säsongen i TV-serien Mighty Ships. Fartyget visades ta turister till Sydgeorgien och Antarktiska halvön.
Hon vann priset för "Årets bästa nykomling" från Europeiska Cruiser Association.